# سدار میل (آریزونا)
سدار میل (به انگلیسی: Cedar Mill) یک منطقهٔ مسکونی در ایالات متحده آمریکا است که در آریزونا واقع شده‌است. سدار میل ۱٬۳۹۲ متر بالاتر از سطح دریا واقع شده‌است.